# Mubarakat
Mubarakat (tiếng Ả Rập: المباركات) là một ngôi làng Syria nằm ở phó huyện của huyện Hama ở tỉnh Hama. Theo Cục Thống kê Trung ương Syria (CBS), Mubarakat có dân số 478 người trong cuộc điều tra dân số năm 2005.